# منگوال
منگوال (به انگلیسی: Mangwal) یک روستا در پاکستان است که در ناحیه چکوال واقع شده‌است.